# Evropsko kristalografsko združenje
Evropsko kristalografsko združenje (ECA – European Crystallographic Association) je neodvisna znanstvena organizacija, ki zastopa nacionalna kristalografska združenja v Evropi in posamezne člane. ECA je bila ustanovljena leta 1997. Maja 2021 je bilo v ECA 35 nacionalnih združenj in več sto individualnih članov. ECA je ena od regionalnih podružnic Mednarodne kristalografske zveze. Druge neodvisne regionalne podružnice so Ameriško kristalografsko združenje, Azijsko kristalografsko združenje in Latinskoameriško kristalografsko združenje. Združenje je registrirano po nizozemskem pravu v Zeistu.
Poslanstvo ECA je spodbujanje kristalografije v vseh njenih vidikih, vključno s sorodnim področjem nekristalne trdne snovi, ter širjenje evropskega sodelovanja na področju kristalografije. Združenje te cilje uresničuje s podporo kristalografskih konferenc, delavnic in šol v Evropi in Afriki.

## Zgodovina
ECA je bila ustanovljena na 17. Evropskem kristalografskem srečanju (ECM - European Crystallographic Meeting) v Lizboni leta 1997 in je naslednik Evropskega kristalografskega odbora (ECC - European Crystallographic Committee), ki je obstajal od leta 1972 in organiziral prejšnje ECM. Zgodnjo zgodovino ECA do ECM 25 v Istanbulu je objavil C. Lecomte. Novejša zgodovina je bila povzeta na ECM 28 v Warwicku/Anglija leta 2013.

## Organizacija
Upravna organa ECA sta Svet in Izvršilni odbor. Svet oblikuje vse politike ECA, vsako nacionalno članico pa zastopa en svetnik. Individualni člani izvolijo enega svetnika na vsakih 100 članov. Izvršni odbor je odgovoren za vsakodnevno delovanje med sejami Sveta.
Posebne interesne skupine (SIG - Special interest groups) in splošne interesne skupine (GIG - General interest groups) so platforma za znanstvenike, ki imajo podobne znanstvene interese. Skupine SIG in skupine GIG aktivno prispevajo k znanstvenemu programu evropskih kristalografskih srečanj.

## Nagrade
ECA podeljuje nagrado Maxa Perutza za posebne dosežke na katerem koli področju kristalografije. Skupaj z Evropskim združenjem za nevtronsko sipanje (ENSA - European Neutron Scattering Association) podeljuje nagrado Erwin Felix Lewy Bertaut mlademu znanstveniku za pomembne prispevke k raziskovanju snovi z uporabo kristalografskih metod ali metod nevtronskega sipanja.